# SN 2000dx
SN 2000dx – supernowa typu Ia odkryta 30 października 2000 roku w galaktyce UGC 1775. W momencie odkrycia miała maksymalną jasność 17,30m.